# Brücke der Jugend (Löbau)
Die Brücke der Jugend ist eine 1926/27 unter dem Namen Hindenburgbrücke in Löbau errichtete Bruchstein-Gewölbebrücke über die Seltenrein. Über sie führt eine der zentralen Verkehrsachsen der Stadt. Als Kulturdenkmal mit Monumental- und Jugendstil-Einfluss steht sie heute unter Schutz.

## Geschichte
Im Jahr 1926 begann im Zuge der Verlegung der Staatsstraße Löbau–Zittau der Bau einer Brücke über die Seltenrein zwischen dem Rundteil und dem Taschenberg. Das Bauwerk über das Tal wurde von der Beton- und Monierbau Aktien-Gesellschaft Dresden im Auftrag des Staatlichen Bauamtes Löbau errichtet. Baubeginn war am 20. September 1926. Bereits ein Jahr später konnte die fertiggestellte Brücke in Anwesenheit des damaligen sächsischen Finanzministers Weber feierlich eingeweiht werden. Im Zuge des Baus musste der Ziegenkopf, eines der ältesten Häuser Löbaus abgerissen werden. Die Brücke wurde nach dem damaligen Reichspräsidenten Paul von Hindenburg auf den Namen Hindenburgbrücke getauft. Die Baukosten betrugen seinerzeit 480.000 Reichsmark.
Als Konstruktion wurde ein Stahlbeton-Verfahren mit Verblendung durch Bruchstein gewählt. So konnte die Bauzeit erheblich verkürzt werden.
Zum Ende des Zweiten Weltkrieges wurden in der Nacht vom 7. zum 8. Mai zwei der drei Brückenbögen gesprengt. Dabei wurden ebenfalls die angrenzenden Gebäude der Mühlenstraße 4 (Bezirks-Verpflegestation), 9 sowie die Heilige-Geist-Kirche zum Teil schwer beschädigt. Der Wiederaufbau erfolgte 1950/51 durch den VEB Bau-Union Süd unter erheblicher Beteiligung der Freien Deutschen Jugend. Aus diesem Grund erhielt die frühere Hindenburgbrücke im Jahr 1981 den Namen Brücke der Jugend verliehen. Noch heute sind 4 Relief-Plastiken der FDJ in der Brücke eingelassen.
Am 2. November 1988 ereignete sich auf der Brücke ein schwerer Unfall mit einem Schulbus. Dieser durchbrach aufgrund eines Ohnmachtsanfalls des Fahrers die begrenzende Steinmauer und rollte den dahinter liegenden Abhang 15 Meter hinab. Von den 33 Schulkindern an Bord wurden 20 verletzt. Wie durch ein Wunder wurde niemand schwerer verletzt.
Im Jahr 2002 wurde die Brücke umfangreich saniert bzw. restauriert.
Nach der Neutrassierung der Bundesstraße 178 führt nun die Staatsstraße 115 über die Brücke.

## Galerie

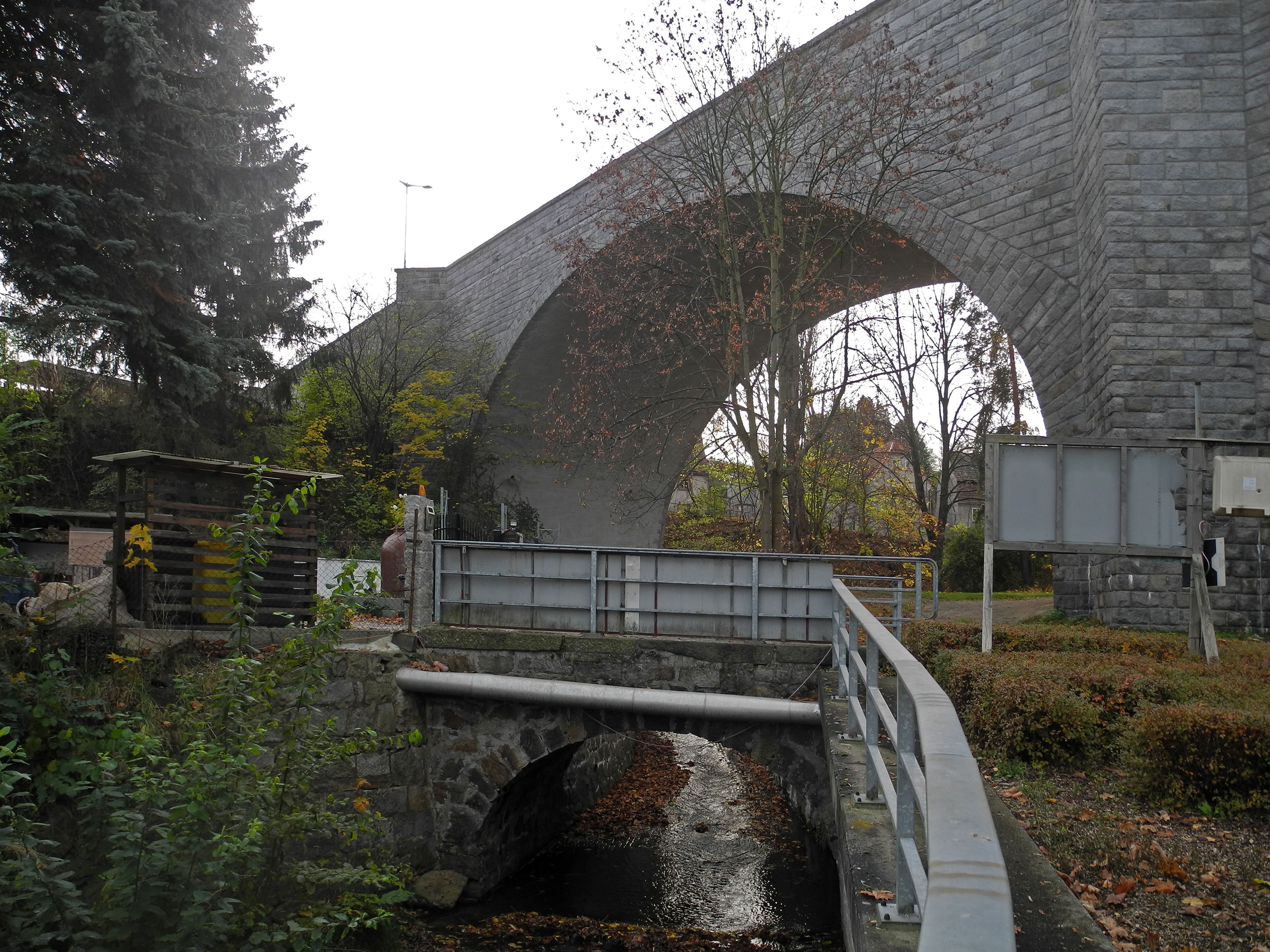
Die Seltenrein
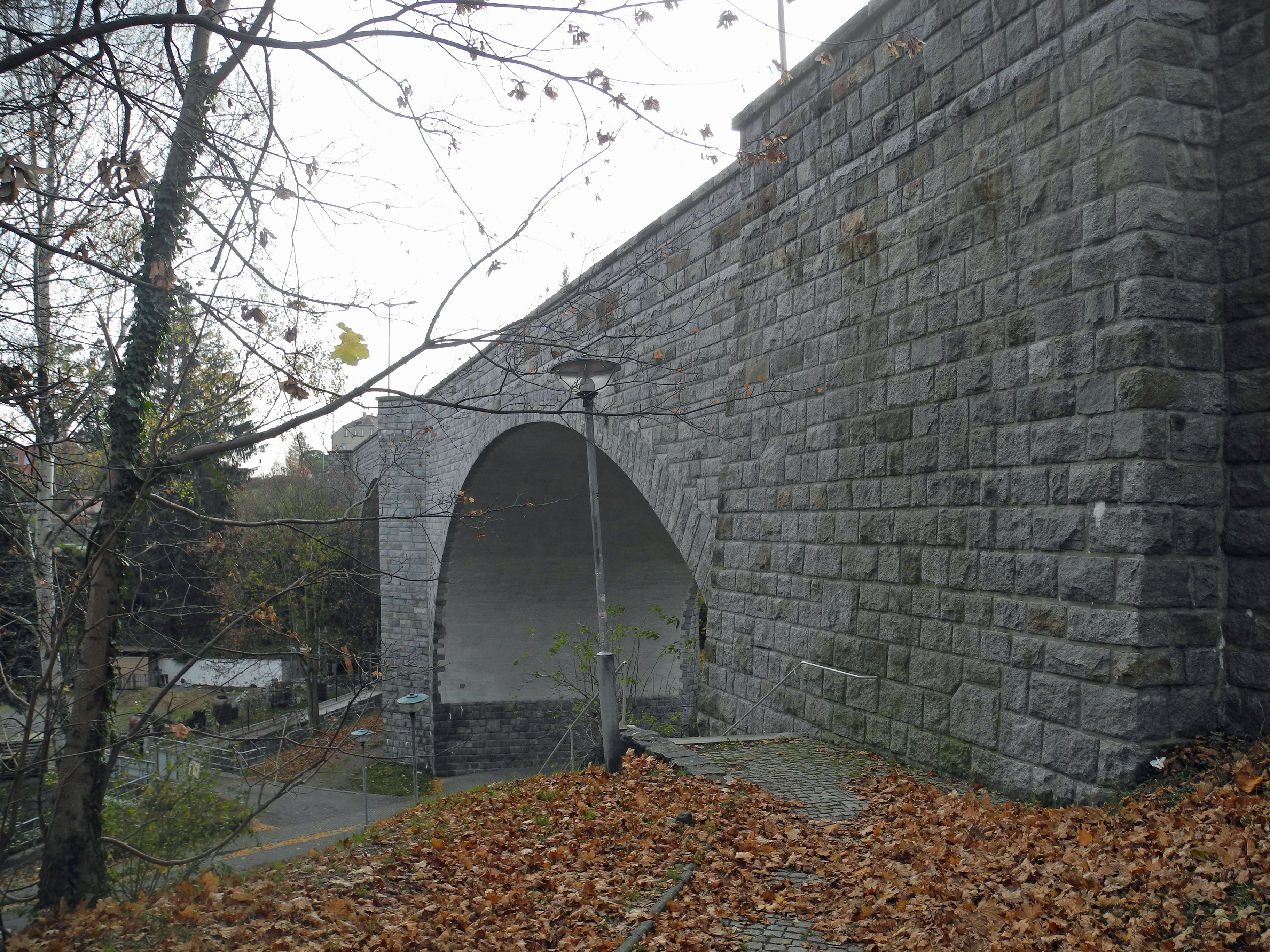
Die Brücke vom Taschenberg aus betrachtet
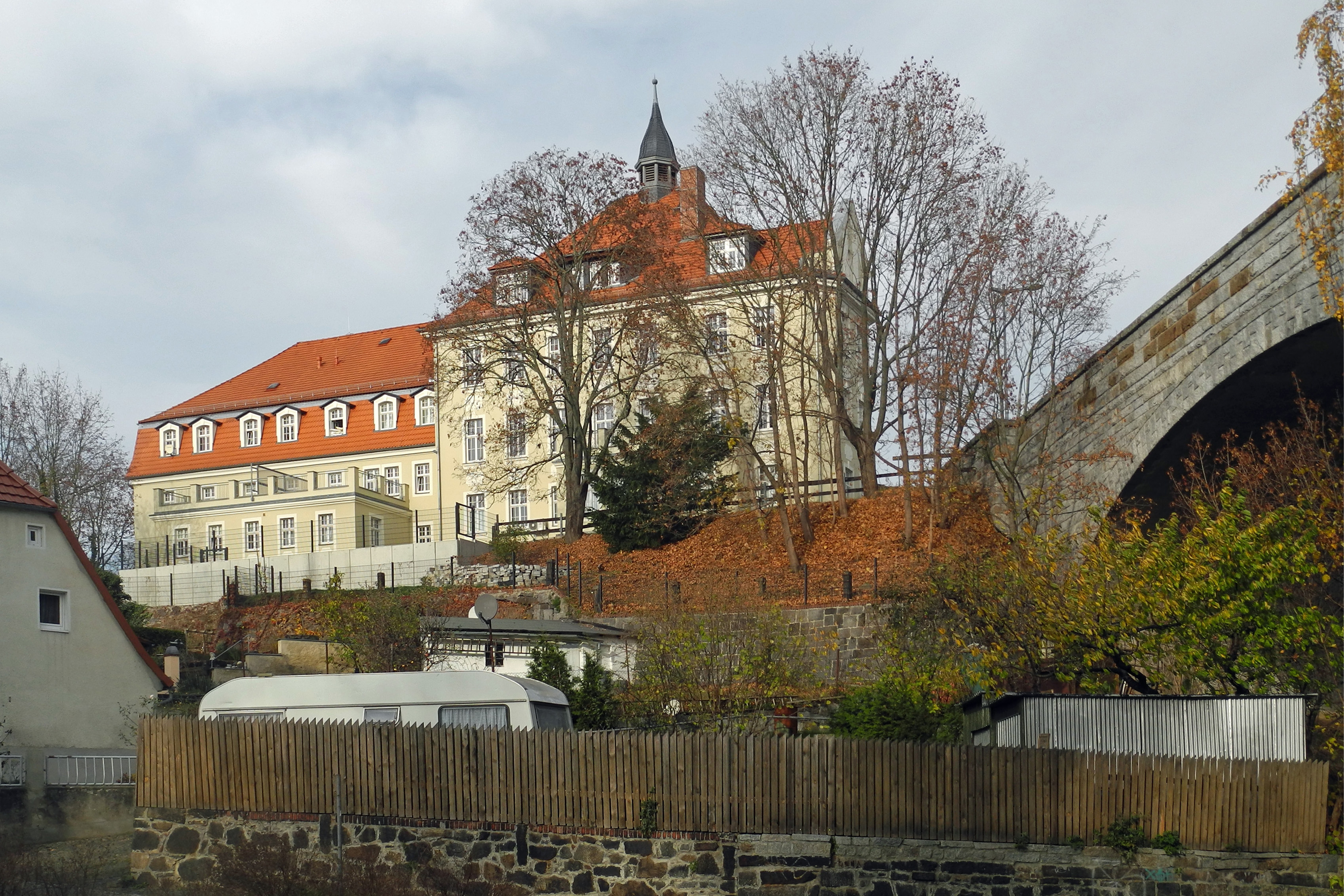
Das ehemalige Krankenhaus auf dem Taschenberg
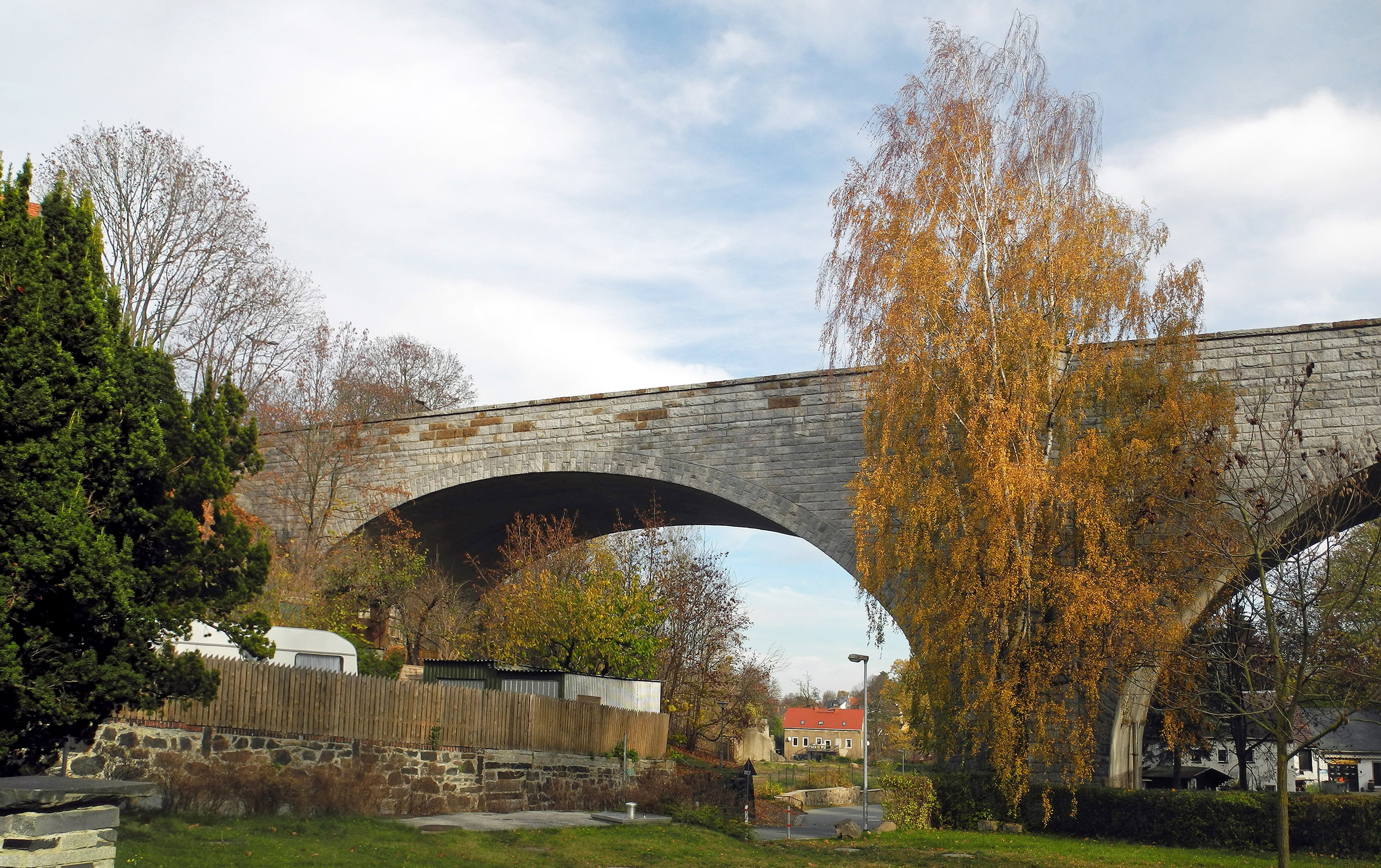
Aus Richtung Süd-West